# Тартак (озеро)
Тарта́к (альтернативное название — Лучило, бел. Лучыла) — озеро в Ушачском районе Витебской области Белоруссии. Относится к бассейну реки Ушача, протекающей через озеро.

## Описание
Озеро Тартак расположено в 20 км к юго-западу от городского посёлка Ушачи и в 1,5 км к югу от деревни Церковище. Высота водного зеркала — 147,4 м над уровнем моря. Через водоём протекает река Ушача, выше и ниже по течению которой располагаются озёра Муроги и Церковище соответственно.
Площадь поверхности озера составляет 0,54 км², длина — 1,78 км, наибольшая ширина — 0,48 км. Длина береговой линии — 4,44 км. Наибольшая глубина — 11,4 м, средняя — 4,6 м. Объём воды в озере — 2,5 млн м³. Площадь водосбора — 116 км².
Котловина лощинного типа, вытянутая с юго-запада на северо-восток. Склоны суглинистые и супесчаные, преимущественно пологие, высотой 6—9 м. Юго-восточные склоны крутые, а их высота достигает 10—15 м. На высоте 0,7—1,2 м присутствует терраса. Береговая линия образует несколько небольших заливов. Берега низкие, песчаные, заболоченные, кое-где сплавинные, местами поросшие кустарником. На северо-востоке и юго-западе присутствует заболоченная пойма шириной 100—150 м, также поросшая кустарником.
Подводная часть котловины сложной формы. Мелководье узкое, сублиторальный склон крутой. Профундаль сложена чередующимися впадинами и поднятиями. Наибольшие глубины отмечены в северной части озера. На севере присутствует остров площадью 0,1 га. Дно до глубины 2 м песчаное, до глубины 4—5 м — покрытое опесчаненным илом, ещё глубже — глинистым илом.
Минерализация воды достигает 270 мг/л, прозрачность — 2 м, цветность — 40°. Озеро подвержено эвтрофикации, хотя и отличается значительной степенью проточности (благодаря протекающей через него Ушаче и впадающему с юго-запада ручью). Узкая полоса надводной растительности распространяется до глубины 1,7 м, подводные макрофиты — до глубины 3 м.
В воде обитают лещ, щука, окунь, плотва, краснопёрка, язь, линь, судак и другие виды рыб.